# William C. Durant
William Crapo Durant (Boston, 8 dicembre 1861 – New York, 18 marzo 1947) è stato un imprenditore statunitense.
Fu una figura molto importante dell'industria automobilistica americana.

## Biografia
Dopo aver acquistato la Buick fondò il gruppo General Motors nel 1908, poi la Chevrolet insieme a Louis Chevrolet nel 1911. Inoltre scelse il nome Frigidaire per la gamma di apparecchi refrigeranti prodotti da General Motors a partire dal 1918. Nel 1921 fondò invece la Durant Motors. 
Per le sue attività nel mondo automobilistico è inserito dal 1968 nella Automotive Hall of Fame.